# Mauser HSc
La Mauser HSc era una pistola semiautomatica della Germania nazista durante la seconda guerra mondiale. La sigla del nome stava per Hahn Selbstspanner C, ovvero pistola ad azione doppia modello C. La produzione continuò durante l'occupazione francese della Germania nel 1945-1946 e fu ripresa infine dalla Mauser dal 1968 ed il 1977. Si tratta di una pistola con cane esterno, azione doppia, caricatore monofilare e molla concentrica.

## Storia
La HSc era la concorrente diretta della Walther PPK e PP e della Sauer 38H per l'impiego militare e di polizia. La produzione iniziò nel tardo 1940 a partire dal numero di serie 700.000, come continuazione della numerazione della Mauser 1934, di difficoltosa produzione. Originariamente pensata per il mercato civile, fu ordinata dalla Kriegsmarine, subito seguita dallo Heer e dalla polizia. Le armi usate da Luftwaffe e Waffen-SS provenivano dagli stock forniti allo Heer o alle forze di polizia.
Le prime pistole avevano guancette in legno ben lavorate, erano molto lucide e ben brunite. Le prime 1.350 armi furono prodotte per il mercato civile e, a causa della posizione delle viti delle guancette, divennero conosciute come variante a vite bassa, "Low Grip Screw", oggi molto rara. Circa la metà di questo lotto venne consegnato alla Kriegsmarine. Le armi successive avevano invece le viti spostate più in alto, in posizione più centrale e robusta.
Le ultime pistole di produzione bellica erano parkerizzate, con una colorazione dal grigio scuro al verdastro. La produzione tedesca ebbe fine con la cattura dell'area di Oberndorf am Neckar da parte delle truppe americane alla fine di aprile 1945. L'area venne assegnata ai francesi, che riavviarono la produzione fino al 1946. Riconoscibili dalla marca di prova RW, la maggior parte di queste armi furono destinate alla forze francesi impegnate nella guerra d'Indocina.
La produzione commerciale fu ripresa dalla Mauser a Oberndorf dal 1968 fino al 1977. Questa produzione di qualità, disponibile anche nichelata, era destinata ad alcune unità di polizia e soprattutto al mercato civile nordamericano. Originariamente camerata in 7,65 mm Browning (.32 ACP), la maggior parte delle armi prodotte tra gli anni sessanta e settanta era in calibro 9 mm corto (.380 ACP).

## Produzione 1940-1945
| Heer            | 137.121 (54,4%)  |
| Kriegsmarine    | 27.100 (10,8%)   |
| Ordnungspolizei | 28.300 (11,2%)   |
| Mercato civile  | 59.467 (23,6%)   |
| TOTALE          | 251.988 (100,0%) |